# Sintetizator

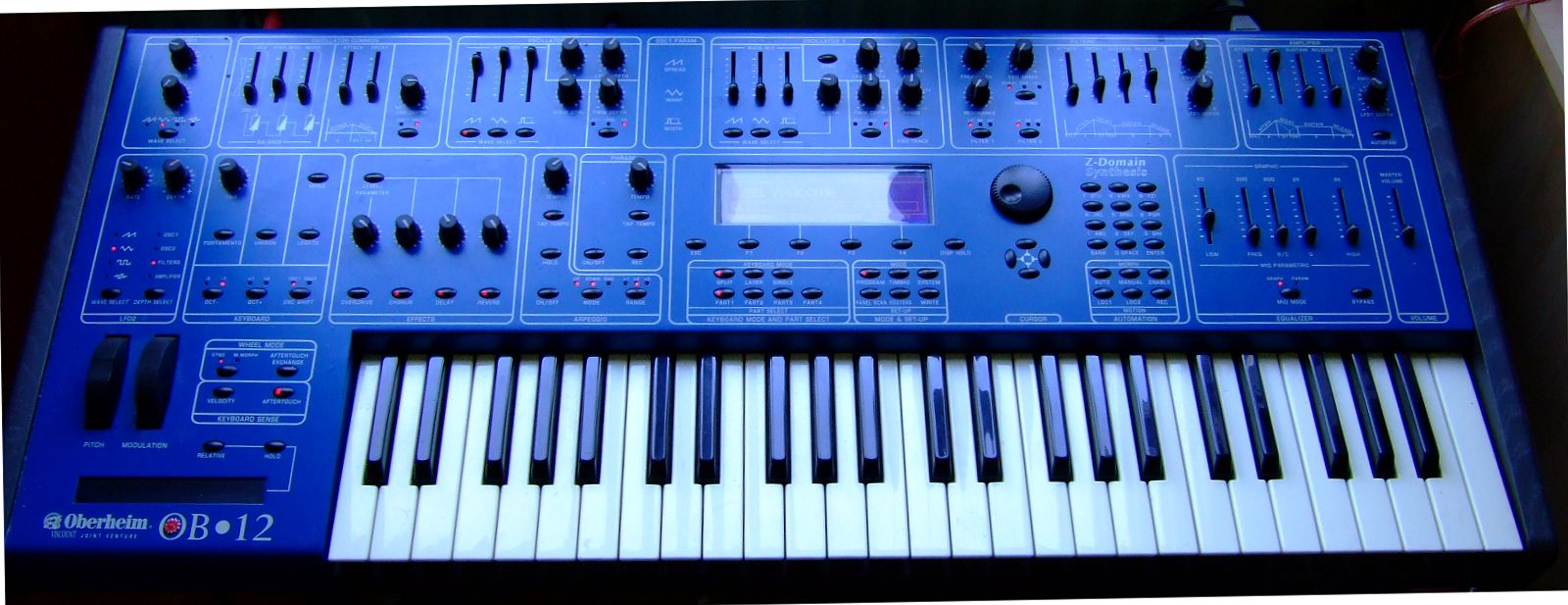
Un sintetizator Oberheim OB12

Sintetizatorul este un instrument muzical electronic care poate produce o varietate de sunete prin generarea și combinarea semnalelor de diferite frecvențe. Sintetizatoarele produc semnale electrice (și nu sunete acustice) care sunt amplificate și redate prin difuzoare sau căști.
De obicei sintetizatoarele sunt controlate cu ajutorul unei claviaturi, dar există și alte modalități: suflat, tastieră ca la chitară, de exemplu.
Primul sintetizator electric a fost inventat în 1876 de către Elisha Gray cel care a inventat prototipul telefonului.
Robert Moog a inventat un sintetizator electronic care a fost folosit de Wendy Carlos (care la acea vreme se numea Walter Carlos) în 1968 pentru înregistrarea albumului „Switched-on Bach”, un album care a introdus sintetizatorul unui public mai larg.
La începutul anilor 1980, firme precum Yamaha au început să vândă sintetizatoare de calitate superioară la un preț accesibil- DX7 fiind un exemplu- iar dezvoltarea interfeței MIDI a înlesnit integrarea și sincronizarea sintetizatoarelor cu alte elemente electronice.

## Tipuri
Sintetizatoarele sunt fie analogice sau digitale. Inițial ele erau analogice, dar actualmente sunt aproape în totalitate digitale. Dar aceste tipuri digitale uneori imită sunetele produse de componenți hardware analogi. 
| Demonstrație sintetizator |
|                           |
| Sintetizator Roland JX3   |

## Galerie

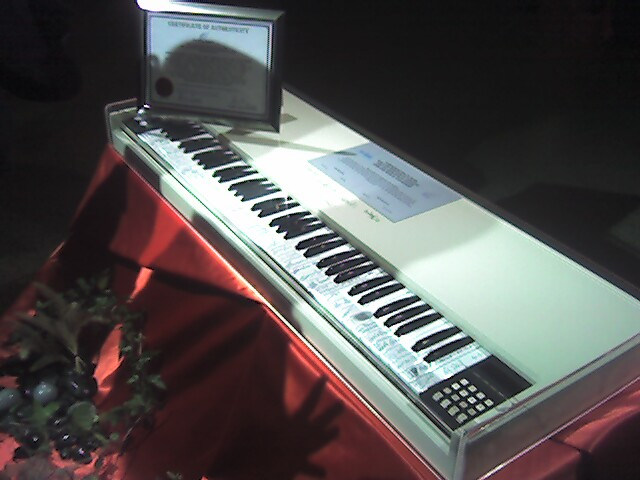
Fairlight CMI
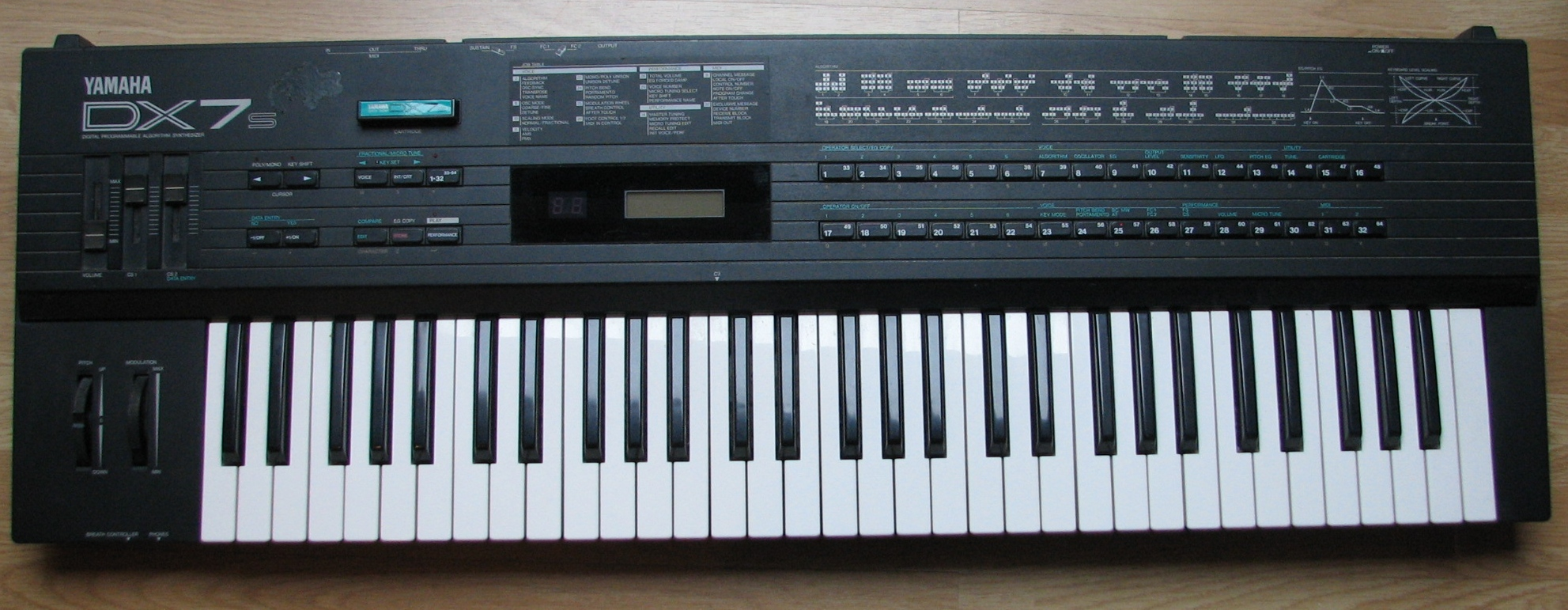
Yamaha DX7
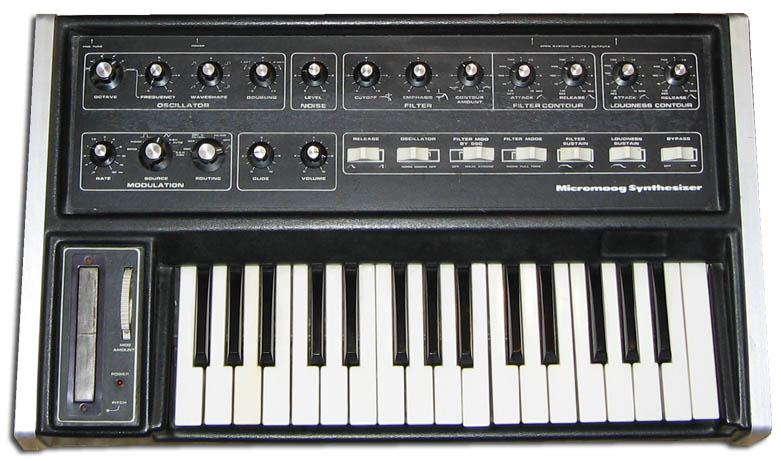
Micromoog
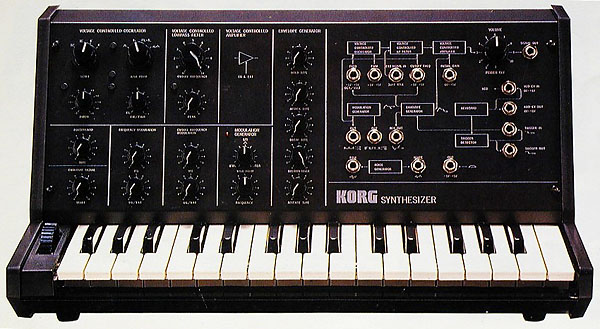
Korg MS10